# Herrarnas 96 kg i tyngdlyftning vid olympiska sommarspelen 2020
Herrarnas tyngdlyftning i 96-kilosklassen vid olympiska sommarspelen 2020 hölls den 31 juli 2021 i Tokyo International Forum i Tokyo.
Fares El-Bakh från Qatar tog guld, venezuelanska Keydomar Vallenilla tog silver och Anton Pliesnoi från Georgien tog brons.

## Tävlingsformat
Varje tyngdlyftare får tre försök i ryck och stöt. Deras bästa resultat i de båda lyften kombineras till ett totalt resultat. Om någon tävlande misslyckas att få ett godkänt lyft, så blir de utslagna. Ifall två tyngdlyftare hamnar på samma resultat, är idrottaren med lägre kroppsvikt vinnare.

## Rekord
Innan tävlingens start gällde följande rekord.
| Världsrekord | Ryck   | Sohrab Moradi (IRI) | 186 kg | Asjchabad, Turkmenistan | 7 november 2018 |
| Världsrekord | Stöt   | Tian Tao (CHN)      | 231 kg | Tokyo, Japan            | 7 juli 2019     |
| Världsrekord | Totalt | Sohrab Moradi (IRI) | 416 kg | Asjchabad, Turkmenistan | 19 april 2021   |

## Resultat
| Placering | Idrottare            | Nation            | Grupp | Kroppsvikt | Ryck (kg) | Ryck (kg) | Ryck (kg) | Ryck (kg) | Stöt (kg) | Stöt (kg) | Stöt (kg) | Stöt (kg) | Totalt   |
| Placering | Idrottare            | Nation            | Grupp | Kroppsvikt | 1         | 2         | 3         | Resultat  | 1         | 2         | 3         | Resultat  | Totalt   |
| --------- | -------------------- | ----------------- | ----- | ---------- | --------- | --------- | --------- | --------- | --------- | --------- | --------- | --------- | -------- |
| 1         | Fares El-Bakh        | Qatar             | A     | 95,70      | 173       | 177       | 177       | 177       | 217       | 225       | 232       | 225 0OR0  | 402 0OR0 |
| 2         | Keydomar Vallenilla  | Venezuela         | A     | 95,00      | 172       | 175       | 177       | 177       | 210       | 215       | 216       | 210       | 387      |
| 3         | Anton Pliesnoi       | Georgien          | A     | 96,00      | 173       | 177       | 177       | 177       | 206       | 210       | 210       | 210       | 387      |
| 4         | Boady Santavy        | Kanada            | A     | 95,40      | 173       | 177       | 178       | 178       | 200       | 205       | 208       | 208       | 386      |
| 5         | Chen Po-jen          | Kinesiska Taipei  | A     | 95,85      | 171       | 176       | 180       | 176       | 200       | 205       | 211       | 205       | 381      |
| 6         | Bekdoolot Rasulbekov | Kirgizistan       | A     | 95,70      | 162       | 166       | 166       | 166       | 200       | 208       | 216       | 208       | 374      |
| 7         | Bartłomiej Adamus    | Polen             | A     | 95,95      | 160       | 160       | 163       | 163       | 197       | 204       | 205       | 197       | 360      |
| 8         | Yu Dong-ju           | Sydkorea          | A     | 92,55      | 160       | 165       | 167       | 160       | 200       | 205       | 205       | 200       | 360      |
| 9         | Olfides Sáez         | Kuba              | B     | 92,35      | 156       | 161       | 161       | 156       | 193       | 198       | 203       | 203       | 359      |
| 10        | Cyrille Tchatchet II | Flyktingidrottare | B     | 95,45      | 153       | 155       | 160       | 155       | 190       | 190       | 195       | 195       | 350      |
| 11        | Theodoros Iakovidis  | Grekland          | B     | 91,90      | 147       | 152       | 156       | 156       | 175       | 182       | 191       | 182       | 338      |
| 12        | Christian Amoah      | Ghana             | B     |            | 140       | 145       | 145       | 145       | 165       | 170       | 170       | 170       | 315      |
| 13        | Mohammed Hamada      | Palestina         | B     |            | 137       | 142       | 142       | 137       | 173       | 178       | 178       | 173       | 310      |
| —         | Yauheni Tsikhantsou  | Belarus           | A     | 95,35      | 170       | 170       | 173       | 173       | 201       | 201       | 201       | —         | —        |
| —         | Toshiki Yamamoto     | Japan             | A     | 96,00      | 161       | 166       | 168       | 168       | 200       | 200       | 200       | —         | —        |